# 포은초등학교
포은초등학교(圃隱初等學校)는 대한민국 경상북도 영천시에 있는 공립 초등학교이다. 특수학급을 포함해 총 36개 학급이 있으며, 전교생은 총 932명이다.

## 학교 연혁
- 1960년 4월 25일 양산국민농립학교로 설립인가
- 1970년 2월 25일 영천포은국민학교로 교명변경
- 1970년 3월 7일 제2회 입학거행(247명)
- 1986년 11월 24일 영천포은병설유치원 설립인가
- 1996년 4월 16일 영천포은초등학교로 교명변경
- 2004년 2월 17일 제1회 졸업식 거행 (졸업생 152명)
- 2006년 12월 24일 전국100대 교육과정 공모전 우수 교육감 표창
- 2007년 12월 31일 경상북도교육청 우수교육 프로그램 골든 리본상 수상
- 2008년 12월 23일 2008학년도 자율수업장학 우수 영천교육청 교육장상 수상
- 2009년 1월 7일 2008경북 eduTop 공모전 장려상 수상
- 2009년 12월 21일 학교 단위 자율수업장학 최우수상 수상
- 2009년 12월 31일 2009 경북 eduTop 공모전 감동교육부문 우수상 수상
- 2010년 6월 11일 2010 교육장기 육상대회 1부 종합우승(4연패)
- 2010년 12월 20일 제3회 경북 eduTop 공모전 보람교육부문 우수상 수상
- 2010년 12월 23일 2010 영천교육실적보고회 4부문 수상(자율장학:최우수, 학교실적:최우수, 독서교육:최우수, 학교 경영:우수)
- 2011년 1월 4일 2010 바른인성교육 실천사례 연구대회(기관) 우수 교육감상 수상
- 2011년 2월 18일 제6회 졸업식 거행
- 2011년 3월 1일 제7회 졸업식 거행
- 2011년 12월 14일 2011 경북사이버학습 우수상 수상
- 2012년 1월 3일 2011 바른인성교육 실천사례 연구대회(기관) 전국 최우수상 수상
- 2012년 3월 1일 초등34학급(특수학급 2학급 별도편성), 병설유치원 2학급 편성
- 2012년 3월 1일 제5대 류순이 교장 부임
- 2012년 6월 5일 2012 교육장기 초ㆍ중 육상경기대회 초등1부 종합우승
- 2012년 12월 12일 2012 교육복지우선지원사업 사업평가 매우우수학교
- 2012년 12월 27일 2012 경북 eduTop 공모전 보람교육부문 우수상
- 2013년 3월 1일 2013 인성교육 실천 우수선도학교 지정
- 2014년 1월 13일 2013 바른인성교육 실천사례 연구대회(기관)장려상 수상
- 2014년 1월 20일 2013 영천교육실적보고회 실적부문 우수상
- 2014년 1월 24일 2013 학교문화개선연구선도학교 장관표창(기관)
- 2014년 2월 20일 제9회 졸업식(졸업생 187명, 총 졸업생 1,830명)
- 2014년 3월 1일 제10회 입학식(953명)
- 2015년 2월 12일 제10회 졸업식(졸업생 164명, 총 졸업생 1,994명)
- 2015년 3월 1일 제6대 김분순 교장 부임
- 2016년 7월 12일 제7대 장전영 교장취임
- 2017년 3월 6일 제11회 입학식(432명)
- 2019년 3월 4일 제13회 입학거행(756명)
- 2020년 2월 21일 제15회 졸업식(졸업생 692명, 총 졸업생 2,245명)
- 2021년 2월 16일 제16회 졸업식(졸업생 325명, 총 졸업생 1,956명)
- 2021년 5월 21일 제8대 안윤나 교장취임

## 참고 자료
- 포은초등학교 - 한국교육학술정보원 학교알리미